# Krasenivka, Ciornobai
Krasenivka (în ucraineană Красенівка) este o comună în raionul Ciornobai, regiunea Cerkasî, Ucraina, formată numai din satul de reședință.

## Demografie
Componența lingvistică a comunei Krasenivka
     Ucraineană (98,54%)
     Rusă (1,12%)
     Alte limbi (0,34%)
Conform recensământului din 2001, majoritatea populației comunei Krasenivka era vorbitoare de ucraineană (98,54%), existând în minoritate și vorbitori de rusă (1,12%).